# Uwe Zimmermann (Fußballspieler, 1952)

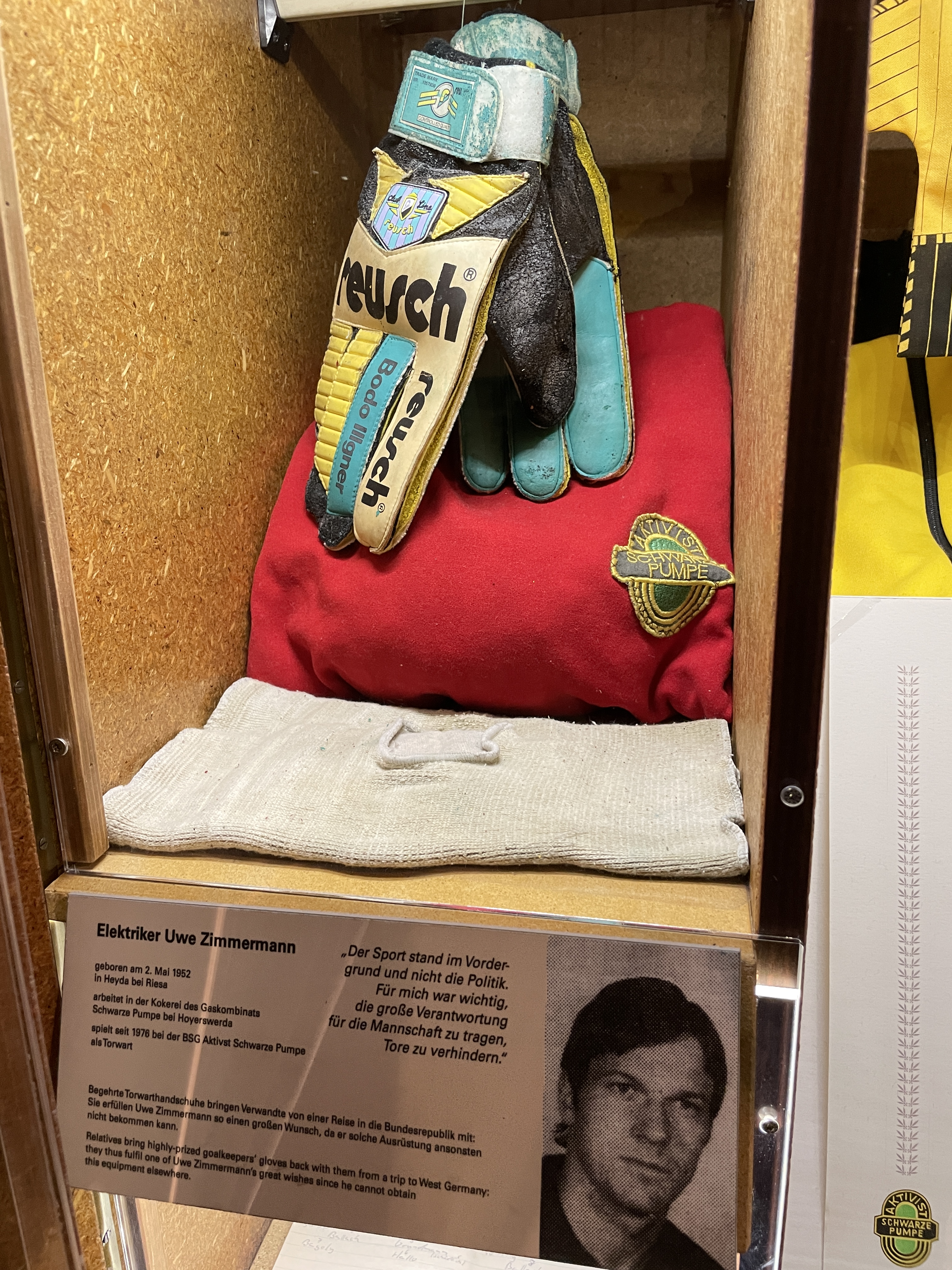
Torwarthandschuhe von Uwe Zimmermann im Museum in der Kulturbrauerei

Uwe Zimmermann (* 2. Mai 1952) ist ein ehemaliger deutscher Fußballtorwart. In den Jahren zwischen 1972 und 1988 spielte er in der zweitklassigen DDR-Liga.

## Sportliche Laufbahn
Als sich 1973 die Betriebssportgemeinschaft (BSG) Stahl Riesa nach einjähriger Abwesenheit aus der DDR-Oberliga die Rückkehr in das Oberhaus des DDR-Fußballs erkämpft hatte, war auch Uwe Zimmermann als Torwart an diesem Erfolg beteiligt. Er hatte allerdings mit nur einem Spieleinsatz dazu beigetragen. In der Regel spielte er mit der 2. Mannschaft in der drittklassigen Bezirksliga Dresden, der er in derselben Saison als  zum Aufstieg in die DDR-Liga verhalf. 1973/74 kam Zimmermann weder in der Oberliga, für die Stahl Manfred Kallenbach und Wolfgang Scharf vor Saisonbeginn meldete, noch in der DDR-Liga zum Einsatz. Auch in den folgenden Spielzeiten gehörte er nicht zum Kader der Oberligamannschaft, und die 2. Mannschaft stieg nach einem Jahr wieder in die Bezirksliga ab. Ohne Einsatz in der Oberliga blieb Zimmermann bis zum Ende der Saison 1975/76 weiter bei Stahl Riesa.
Zur Saison 1976/77 schloss sich Zimmermann der BSG Aktivist Schwarze Pumpe an, die in Hoyerswerda beheimatet war und vom Gaskombinat Schwarze Pumpe als Trägerbetrieb unterstützt wurde. In der DDR-Liga-Mannschaft war er zunächst Ersatztorwart hinter dem Stammtorhüter Jörg Hellpoldt und kam nur einmal als Auswechselspieler zum Zuge. In den nächsten Spielzeiten wurde Zimmermann als Nummer eins im Tor nominiert. In den 66 Ligaspielen von 1977/78 bis 1979/80 kam er jedoch nur zu 31 Einsätzen und musste sich zunächst weiter mit Hellpoldt, später mit Peter Fritzsche, auseinandersetzen. Von der Saison 1980/81 an war Zimmermann jedoch unangefochten der Stammtorwart der BSG Aktivist. 1985/86 erhielt er Konkurrenz vom 14 Jahre jüngeren Jens Trötschel, beide kamen jeweils auf 16 Punktspieleinsätze. Für die Saison 1986/87 wurde Zimmermann zwar noch als erster Torwart nominiert, spielte aber in keinem der 34 DDR-Liga-Spiele. Nachdem er 1987/88 überhaupt nicht im Kader der Ligamannschaft stand, war in der Spielzeit 1988/89 Torwart Nr. 3 in der 1. Mannschaft der BSG Aktivist. Er bestritt die ersten drei DDR-Liga-Spiele, wurde aber danach nicht wieder eingesetzt. 
Am Ende der Saison hatte er das 37. Lebensjahr vollendet und beendete seine Laufbahn als Fußballer im Leistungsbereich. In seinen zwölf DDR-Liga-Spielzeiten war er auf 165 Einsätze in der zweitklassigen Liga gekommen.